# Coeliccia werneri
Coeliccia werneri – gatunek ważki z rodziny pióronogowatych (Platycnemididae). Gatunek ten występuje endemicznie na Filipinach, tylko na wyspie Palawan.